# چهاربرج (دشتستان)
چهاربرج، روستایی است از توابع بخش آب‌پخش در شهرستان دشتستان استان بوشهر ایران.

## جمعیت
این روستا در دهستان درواهی قرار داشته و براساس سرشماری سال ۱۳۸۵ جمعیت آن ۱۲۵۳نفر (۲۵۹خانوار) می‌باشد.